# Superstar (programa de televisão)
Superstar (estilizado como SuperStar) foi um programa de televisão brasileiro no formato de show de talentos produzido e transmitido pela TV Globo, baseado no formato original israelense Rising Star. O Brasil foi o segundo país a receber o programa, sendo a primeira versão a israelense. Nele, a banda escolhida pelo público, por meio do aplicativo do programa, ganhava 500 mil reais, um contrato de gravação pela Som Livre e um Ford Ka.
O programa estreou com apresentação de Fernanda Lima, André Marques e Fernanda Paes Leme. Na primeira temporada o júri foi composto por Ivete Sangalo, Fábio Júnior e Dinho Ouro Preto. Em abril de 2015, estreou a segunda temporada do reality musical, com um novo júri, formado por Sandy, Thiaguinho e Paulo Ricardo. Para a terceira temporada, que estreou em abril de 2016, Daniela Mercury substituiu Thiaguinho e se juntou à Sandy e Paulo Ricardo na bancada de jurados. A terceira temporada seguiu com exibição aos domingos, porém em novo horário, na faixa da tarde. Em novembro de 2016, Boninho confirmou que o programa não iria ser mais exibido em 2017 devido à baixa audiência.

## Produção
As inscrições para a participação no programa foram iniciadas em fevereiro de 2014. Ivete Sangalo foi cotada para ser jurada da atração em março de 2014. Posteriormente Dinho Ouro Preto e Fábio Júnior completaram o trio de jurados da 1° temporada do reality show até 2015, quando um novo time de jurados, desta vez composto pelos cantores Sandy, Thiaguinho e Paulo Ricardo foram anunciados para a segunda temporada do programa. As inscrições das segunda temporada acabaram logo após o fim da primeira, em 2014.
A apresentação do programa ficou por conta de André Marques, Fernanda Lima e Fernanda Paes Leme até a segunda temporada, quando Paes Leme deixou a apresentação do programa e a vaga passou a ser ocupada por Rafa Brites, que até então exercia a função de repórter do Mais Você.
Lima anuciava as bandas antes e após suas apresentações no palco, interagindo com os jurados. André ficava próximo à plateia e conversava com convidados especiais, como atores da emissora que iam assistir ao programa. Já Fernanda Paes Leme (posteriormente, Rafa Brites) ficava nos bastidores, mostrando a opinião dos internautas nas redes sociais através de um telão e também das bandas antes de subirem ao palco.
Já na terceira temporada, que estrou em 10 de abril de 2016, André Marques deixa o programa por causa de seu compromisso com o É de Casa.

## Formato
No palco, as bandas se apresentam ao vivo à frente de um telão de LED em alta definição, que exibe fotos dos telespectadores e dos jurados que votam a favor da sua apresentação. Este telão em forma de muro, separa o palco da plateia. Os telespectadores votam através dos aplicativos oficias do programa que em cada início tem de logar no programa e votar em sim ou não, o mesmo tem um percentual de 79% dos votos. Os jurados que votam a favor, tem para cada um 7% dos votos, totalizando 21%. Se a banda tiver 70% dos votos ou acima este telão sobe ascendendo a visão do público e da plateia, posteriormente, classificando a banda para a próxima fase da atração. As bandas concorrem a quinhentos mil reais, um contrato com a gravadora Som Livre e um carro.

## Fases
Audições
Na fase de audições, são apresentadas 35 bandas, sendo selecionadas para a próxima fase 24 bandas, cada jurado apadrinhando 8 destas.
SuperPasse
Durante trés programas são apresentadas as bandas de cada padrinho, as 3 menos votadas correm risco de serem eliminadas, sendo uma salva pelo superpasse do padrinho. No fim desta fase 18 bandas restam e passam para próxima.
SuperFiltro
Durante duas semanas as 18 bandas se apresentam, as 6 menos votadas são eliminadas.
Top 12
Agora as 12 restantes performam todas no mesmo dia, para o telão subir é preciso atingir uma porcentagem maior que a banda anterior obteve, as 3 menos votadas deixam a competição.
Semi-Final
O Top 7 é a semifinal, nesta fase as 3 menos votadas deixam a competição e as 4 restante passam para grande final.
Final
As 4 bandas finalistas se apresentam, as 2 mais votadas se apresentam novamente em duelo para definir quem será a grande campeã.

## Equipe

### Apresentadores
| Apresentador(a)          | Temporadas | Temporadas | Temporadas |
| Apresentador(a)          | 1 2014     | 2 2015     | 3.ª 2016   |
| ------------------------ | ---------- | ---------- | ---------- |
| Fernanda Lima            |            |            |            |
| André Marques            |            |            |            |
| Fernanda Paes Leme       |            |            |            |
| Rafa Brites (bastidores) |            |            |            |

### Jurados
| Apresentador(a)  | Temporadas | Temporadas | Temporadas |
| Apresentador(a)  | 1 2014     | 2 2015     | 3.ª 2016   |
| ---------------- | ---------- | ---------- | ---------- |
| Ivete Sangalo    |            |            |            |
| Dinho Ouro Preto |            |            |            |
| Fábio Júnior     |            |            |            |
| Sandy            |            |            |            |
| Paulo Ricardo    |            |            |            |
| Thiaguinho       |            |            |            |
| Daniela Mercury  |            |            |            |

## Vencedores
| Temp. | Estreia             | Término             | Vencedor          | Segundo lugar         | Outros finalistas        |
| ----- | ------------------- | ------------------- | ----------------- | --------------------- | ------------------------ |
| 1     | 6 de abril de 2014  | 6 de julho de 2014  | Malta             | Jamz                  | Luan Estilizado Suricato |
| 2     | 12 de abril de 2015 | 12 de julho de 2015 | Lucas & Orelha    | Scalene               | Versalle Dois Africanos  |
| 3     | 10 de abril de 2016 | 26 de junho de 2016 | Fulô de Mandacaru | Plutão Já Foi Planeta | OutroEu Bellamore        |

## Recepção
Pollyane Lima e Silva da Revista Veja, comentou em reportagem que "O carisma dos dois maiores nomes da axé music (Claudia Leitte e Ivete Sangalo) é tanto que as duas passaram a dar expediente nos reality shows musicais da Globo. Claudia, mais nova, está no consolidado The Voice Brasil, que caminha para a terceira edição com prestígio e audiência crescentes, no horário nobre de quinta-feira; Ivete, a veterana (...) é testada atrás da bancada do ainda imaturo SuperStar." e conclui "No SuperStar, quem sonha em ser um astro do rock nacional tem de se contentar com Dinho; os românticos torcem para Fábio Jr. acertar o botão; e, claro, sempre vale ver Ivete - principalmente porque, sem ela, o programa estaria perdido (de vez)."

### Audiência
Na sua estreia o programa ficou em primeiro lugar na medição de audiência do IBOPE com 12,0 pontos na Grande São Paulo, 0,3 pontos acima do SBT, que ficou no segundo lugar com 11,7, mas perdeu no confronto com o Programa Silvio Santos, das 23h02 à 0h04, por 12,5 a 12,2. A vitória sobre o SBT aconteceu apenas quando o De Frente com Gabi entrou no ar.
Na segunda temporada, o programa estreou com boa audiência, com 12 pontos de média e picos de 14 na Grande São Paulo e se manteve na liderança isolada.

### Controvérsias
No dia 7 de junho de 2015, a produção do programa cometeu um deslize e soltou a música errada. A banda Versalle se preparava para iniciar a sua apresentação, e quando a música começou a tocar o baterista hesitou. Após alguns segundos, o erro foi consertado, e a música correta começou a tocar, e a banda também. Esse deslize da produção provou que, na verdade, as bandas não tocavam ao vivo, mas sim um playback. A desculpa dada é que as bandas gravam as partes instrumentais no dia anterior para que não rolem erros de execução por parte dos músicos - apenas o vocalista canta ao vivo - e para que haja tempo para troca de equipamentos em questão de minutos
No segundo programa da 3ª temporada, durante a apresentação da banda Tereza, Daniela Mercury deitou-se em sua cadeira e simulou que estava dormindo, entediada com a apresentação do grupo. A atitude da cantora foi vista como desrespeito pela maioria dos internautas, que reagiram negativamente nas redes sociais e levantaram uma hashtag contra a cantora. A banda disse que a atitude foi infeliz e que se sentia desprestigiada.

## Superstar Web
Além do programa na televisão, o talent show também contou com uma versão feita exclusivamente para a internet, chamada de Superstar Web. Esse era transmitido também ao vivo pelo Gshow, site de entretenimento da TV Globo, onde Rafa Brites conversava com bandas participantes do programa, recebendo convidados especiais, como cantores e atores da emissora e até mesmo os próprios jurados e apresentadores da atração, numa espécie de bate-papo.